# Гигантозавр
Гигантозавр (лат. Gigantosaurus; букв. «гигантская ящерица») — сомнительный род завроподных динозавров. Известен из юрских отложений Англии. В настоящее время вид Gigantosaurus megalonyx помечен как nomen dubium и считается возможным синонимом пелорозавра (Pelorosaurus).

## История
Впервые был описан знаменитым английским палеонтологом Гарри Сили в 1869 году как Gigantosaurus megalonyx. В 1908 году палеонтолог Эберхард Фраас описал два вида зауропод из Танзании, которые он назвал Gigantosaurus robusta и Gigantosaurus africanus. Третий вид, Gigantosaurus dixeyi, описал Sidney H. Haughton в 1928 году. Сейчас он выделен в род Malawisaurus.
Описывая два новых вида, Фраас полагал название Gigantosaurus доступным, так как на тот момент считалось, что Gigantosaurus megalonyx является младшим синонимом Ornithopsis. Позднее Gigantosaurus robusta был переименован в Janenschia, а Gigantosaurus africanus — в Tornieria, которого некоторые учёные рассматривают как синоним Barosaurus.

## Комментарии
1. ↑  Гигантозавра часто путают с гиганотозавром из-за схожести названий, что является грубой ошибкой.